# カノンスック・ウィラサクレック
カノンスック・ウィラサクレック（Kanongsuk Weerasakreck、1987年4月1日 - ）は、タイ王国ウボンラーチャターニー県出身の男性ムエタイ選手。WSRフェアテックスジム所属。元WPMF世界ライト級王者。

## 来歴
元ルンピニー・スタジアム・スーパーバンタム級ランカー。
2005年10月16日、日本デビューとなった全日本キックボクシング連盟で前田尚紀と対戦し、KO勝ちを収めた。この時のリングネームはカノンスック・フェアテックスであった。
2006年3月19日、全日本キックボクシング連盟で山本元気と対戦し、左ボディブローでKO負けを喫した。
2007年6月3日、M-1フェザー級王座決定戦でチームドラゴンのAKIRAと対戦し、右ストレートによる失神KO勝ちを収め王座を獲得した。この試合からリングネームをカノンスック・ウィラサクレックとした。
2007年8月、大月晴明にＫＯ負け。
2007年11月23日、初参戦となったニュージャパンキックボクシング連盟で大和哲也と対戦し、左ストレートでKO勝ちを収めた。
2008年6月、石川直生にＫＯ勝ち。
2008年7月5日、赤坂サカス・Sacas広場で開催されたイベント「K-1 WORLD MAX & DREAM Presents AKASAKA FIGHT FESTIVAL」で、同門であるワンロップ・ウィラサクレックとムエタイマッチで対戦し、KO負けを喫した。
2008年9月、吉本光志に判定負け。
2010年6月6日、WPMF世界ライト級タイトルマッチで増田博正と対戦し、3-0の判定勝ちで王座を獲得した。
2010年9月12日、遠藤智史の持つM-1ライト級王座と自身の持つWPMF世界ライト級王座を賭けたダブルタイトルマッチが行なわれ、左肘打ちによるTKO勝ちでM-1ライト級王座を獲得した。
2010年12月30日、戦極 Soul of Fightで山本元気と戦極ムエタイルールで対戦し、3-0の判定勝ちを収めた。
2011年1月23日、ニュージャパンキックボクシング連盟のメインイベントで羅紗陀と対戦し、3度のダウンを奪い3-0の判定勝ちを収めた。
2012年5月20日、ホーストカップ2012～Depature～で大和侑也と対戦し、判定負けを喫した

## 戦績
| キックボクシング 戦績 | キックボクシング 戦績 | キックボクシング 戦績 | キックボクシング 戦績 | キックボクシング 戦績 | キックボクシング 戦績 | キックボクシング 戦績 |
| --------------------- | --------------------- | --------------------- | --------------------- | --------------------- | --------------------- | --------------------- |
| 82 試合               | (T)KO                 | 判定                  | その他                | 引き分け              | 無効試合              |                       |
| 64 勝                 | 22                    |                       |                       | 2                     | 0                     |                       |
| 16 敗                 |                       |                       |                       | 2                     | 0                     |                       |

| 勝敗 | 対戦相手                     | 試合結果                                    | 大会名 | 開催年月日     |
| ×    | 大和侑也                     | 3R終了 判定（非公開）                       | ホーストカップ2012～Depature～                                                                                             | 2012年5月20日  |
| ○    | 羅紗陀                       | 5R終了 判定3-0                              | ニュージャパンキックボクシング連盟「15周年記念シリーズ NEW JAPAN BLOOD 1」                                                 | 2011年1月23日  |
| ○    | 山本元気                     | 5R終了 判定3-0                              | 戦極 Soul of Fight | 2010年12月30日 |
| ○    | 遠藤智史                     | 2R 2:49 TKO（左肘打ち）                     | M-1 RAJA BOXING SINGHA BEER ムエタイチャレンジ「NAI KANOMTOM vol.3」 【WPMF世界ライト級＆M-1ライト級ダブルタイトルマッチ】 | 2010年9月12日  |
| ×    | 板橋寛                       | 3R終了 判定3-0                              | RISE 68 | 2010年7月31日  |
| ○    | 増田博正                     | 5R終了 判定3-0                              | M-1 RAJA BOXING SINGHA BEER ムエタイチャレンジ「NAI KANOMTOM vol.2」 【WPMF世界ライト級タイトルマッチ】                    | 2010年6月6日   |
| ○    | 西山誠人                     | 3R終了 判定3-0                              | J-NETWORK「FORCE for the TRUTH of J 2nd」                                                                                  | 2010年5月3日   |
| ○    | 大江哲也                     | 3R終了 判定3-0                              | REBELS 2 | 2010年3月21日  |
| ○    | KING皇兵                     | 3R終了 判定2-0                              | 長島☆自演乙☆雄一郎 produce DEEP KICK 2                                                                                     | 2009年12月23日 |
| ○    | 壮泰                         | 5R終了 判定3-0                              | M-1 FAIRTEX SINGHA BEER ムエタイチャレンジ 2009「Yod Nak Suu vol.4」                                                       | 2009年11月8日  |
| ×    | 石井宏樹                     | 3R 0:41 KO（右肘打ち）                      | 新日本キックボクシング協会「MAGNUM 20」                                                                                    | 2009年7月12日  |
| ○    | 中尾満                       | 3R終了 判定3-0                              | 新日本キックボクシング協会「TITANS NEOS V」                                                                                | 2009年3月29日  |
| ○    | 遠藤智史                     | 1R 1:15 TKO（レフェリーストップ：右フック） | M-1 FAIRTEX ムエタイチャレンジ2009「Yod Nak Suu vol.1」                                                                    | 2009年3月1日   |
| ○    | 西山誠人                     | 5R終了 判定3-0                              | M-1 FAIRTEX SINGHA BEER ムエタイチャレンジ「Legend of elbows 2008 〜JAO SUU〜」                                            | 2008年11月9日  |
| ×    | 吉本光志                     | 5R終了 判定0-3                              | 全日本キックボクシング連盟「SWORD FIGHT 2008 〜日本vsタイ・5対5マッチ」                                                    | 2008年9月19日  |
| ○    | 海戸淳                       | 3R 1:42 TKO（タオル投入：鼻負傷）           | M-1 FAIRTEX SINGHA BEER ムエタイチャレンジ「Legend of elbows 2008 〜YOD MUAY〜」                                           | 2008年8月10日  |
| ×    | ワンロップ・ウィラサクレック | 2R 1:38 KO                                  | K-1 WORLD MAX & DREAM Presents AKASAKA FIGHT FESTIVAL【ムエタイマッチ】                                                    | 2008年7月5日   |
| ○    | 石川直生                     | 4R 2:31 KO（左ミドルキック）                | 全日本キックボクシング連盟「野良犬電撃作戦」                                                                               | 2008年6月22日  |
| ○    | 明日華和哉                   | 1R 1:23 KO（前蹴り）                        | M-1 FAIRTEX SINGHA BEER ムエタイチャレンジ「Legend of elbows 2008 〜MIND〜」                                               | 2008年6月8日   |
| ○    | 鈴木敦                       | 1R 2:35 KO（左ハイキック）                  | M-1 FAIRTEX SINGHA BEER ムエタイチャレンジ「Legend of elbows 2008 〜CRASH〜」                                              | 2008年3月9日   |
| ○    | 大和哲也                     | 2R 2:46 KO（左ストレート）                  | ニュージャパンキックボクシング連盟「FIGHTING EVOLUTION XIII 〜進化する戦い〜」                                             | 2007年11月23日 |
| ○    | TURBΦ                        | 2R 1:02 KO（左ハイキック）                  | M-1 日タイ修好120周年記念イベント 120th ANNIVERSARY OF JAPAN-THAILAND 〜MUAY THAI HEARTY SMILES〜                          | 2007年9月24日  |
| ×    | 大月晴明                     | 5R 2:21 TKO（レフェリーストップ：左フック） | 全日本キックボクシング連盟「浪漫 〜Kick Return〜 Kickboxer of the best 60 Tournament 開幕戦」 【1回戦】                    | 2007年8月25日  |
| ○    | AKIRA                        | 1R 1:34 KO（右ストレート）                  | M-1 FAIRTEX SINGHA BEER ムエタイチャレンジ 〜獲武-腕 物語 2007〜 【M-1フェザー級王座決定戦】                               | 2007年6月3日   |
| ×    | 山本元気                     | 1R 2:44 KO（左ボディブロー）                | 全日本キックボクシング連盟「SWORD FIGHT 2006 〜日本VSタイ・5対5マッチ〜」                                                  | 2006年3月19日  |
| ○    | 前田尚紀                     | 2R 1:22 KO（3ノックダウン：右フック）       | 全日本キックボクシング連盟「SWORD FIGHT」                                                                                  | 2005年10月16日 |

## 獲得タイトル
- 第2代M-1フェザー級王座
- WPMF世界ライト級王座
- 第2代M-1ライト級王座